# ITS Cup 2014
ITS Cup 2014  byl tenisový turnaj pořádaný jako součást ženského okruhu ITF, který se odehrával na otevřených antukových dvorcích v areálu OMEGA centrum sportu a zdraví. Událost s rozpočtem 50 000 dolarů probíhala mezi 14. až 20. červencem 2014 v Olomouci jako šestý ročník turnaje. 

## Ženská dvouhra

### Nasazení
| Stát                            | Hráčka                     | WTA  | Nasazení |
| ------------------------------- | -------------------------- | ---- | -------- |
| Česko                           | Petra Cetkovská            | 78.  | 1.       |
| Česko                           | Andrea Hlaváčková          | 116. | 2.       |
| Ukrajina                        | Anastasija Vasyljevová     | 143. | 3.       |
| Srbsko                          | Aleksandra Krunićová       | 155. | 4.       |
| Ukrajina                        | Lesja Curenková            | 170. | 5.       |
| Česko                           | Renata Voráčová            | 184. | 6.       |
| Itálie                          | Alberta Briantiová         | 185. | 7.       |
| Španělsko                       | Beatriz García Vidaganyová | 186. | 8.       |
| Žebříček WTA k 7. červenci 2014 |                            |      |          |

### Jiné formy účasti
Následující hráčky obdržely divokou kartu do hlavní soutěže:
- Barbora Krejčíková
- Maria Marfutinová
- Barbora Štefková
- Caroline Übelhörová

Následující hráčky postoupily z kvalifikace:
- Martina Borecká
- Petra Krejsová
- Lara Michelová
- Zuzana Zálabská

Následující hráčka postoupily z kvalifikace jako tzv. šťastná poražená:
- Lidzija Marozavová

## Vítězky

### Dvouhra
- Petra Cetkovská vs.  Denisa Allertová, 3–6, 6–1, 6–4

### Čtyřhra
- Petra Cetkovská /  Renata Voráčová vs.  Barbora Krejčíková /  Aleksandra Krunićová 6–2, 4–6, [10–7]